# رأفت الهجان
رأفت الهجّان هو الاسم الحركي للجاسوس المصري رفعت علي سليمان الجمّال (وُلِد في 1 يوليو 1927 – توفي في 30 يناير 1982)، ويُعد أحد أشهر عملاء المخابرات العامة المصرية، إذ نجح في التغلغل داخل المجتمع الإسرائيلي لمدة 17 عامًا تحت هوية مزيفة باسم «جاك بيتون» (بالعبرية: ג'ק ביטון). تشير السجلّات الاستخباراتية الإسرائيليّة إلى أن جاك بيتون كان يُعد أحد أفضل الجواسيس المصريين في عصره. وحسب الرواية الرسمية للمخابرات المصرية، زُرع الهجّان في إسرائيل ضمن عملية مخابراتية منظّمة بدأ تنفيذها سنة 1956 واستمرت حتى أوائل السبعينيات.
خلال تلك الفترة، تمكن الجمّال من إقامة مصالح تجارية واسعة وناجحة في تل أبيب، حيث أصبح شخصية بارزة في المجتمع الإسرائيلي، كما قام بإمداد المخابرات المصرية بمعلومات بالغة الأهمية، تحت ستار إدارته لشركة سياحية داخل إسرائيل. ومن أبرز ما قدّمه من معلومات خطيرة لبلاده، كشفه عن موعد حرب يونيو 1967، فضلًا عن دوره الفعّال في الإعداد لحرب أكتوبر 1973 من خلال نقله تفاصيل دقيقة عن خط بارليف.
تُشير السجلّات الاستخباراتية الإسرائيلية إلى أن جاك بيتون كان يُعد من أفضل الجواسيس المصريين في عصره. وقد أحدثت هذه العملية هزة عنيفة في الداخل الإسرائيلي، إذ اعتُبر رفعت الجمّال بطلًا قوميًا في مصر والوطن العربي لدوره في ضرب ما اعتُبر آنذاك أسطورة جهاز الموساد الإسرائيلي. في المقابل، زعمت مصادر إسرائيلية لاحقًا أنه كان عميلًا مزدوجًا عمل لصالحها أيضًا، وهي ادعاءات نفتها السلطات المصرية ووصفتها بأنها دعاية مغرضة.
عقب انتهاء مهمته، طلب بيتون من رؤسائه المصريين الإذن بالتقاعد، فاستقر في ألمانيا الغربية، حيث توفي بسلام عام 1982. وربما لم تكن مسيرته لتُكشف علنًا لولا قيام التلفزيون المصري في عام 1988 ببث مسلسل درامي عن حياته جسّد فيه شخصيته الممثل المصري محمود عبد العزيز. وقد جاء الرد الإسرائيلي الأولي على المسلسل بأن القصة خيالية بالكامل، إلا أن إسرائيل عادت لاحقًا واعترفت بأن جاك بيتون قد تجسّس لصالح مصر، لكنها أصرت في الوقت ذاته على أنه لم يُلحق ضررًا كبيرًا بمصالحها.
من جهة أخرى، جاء الرد الرسمي الأولي للمخابرات الإسرائيلية على الرواية المصرية بأن «هذه المعلومات التي أعلنت عنها المخابرات المصرية ما هي إلا نسج خيال ورواية بالغة التعقيد وإن على المصريين أن يفخروا بنجاحهم في خلق هذه الرواية». إلا أنه وتحت ضغط الصحافة الإسرائيلية، صرّح رئيس الموساد الأسبق إيسر هاريل بأن «أن السلطات كانت تشعر باختراق قوي في قمة جهاز الأمن الإسرائيلي ولكننا لم نشك مطلقا في جاك بيتون وهو الاسم الإسرائيلي للهجان».
منذ عام 1988، بدأت الصحف الإسرائيلية محاولة التوصل إلى حقيقة شخصية بيتون/الهجّان. فقد نشرت صحيفة «جيروزاليم بوست» أن جاك بيتون، أو رفعت الجمّال، هو يهودي مصري من مواليد المنصورة عام 1919، وصل إلى إسرائيل عام 1955، وغادرها نهائيًا عام 1973، وقد استطاع أن ينشئ علاقات وثيقة مع عدد من كبار المسؤولين الإسرائيليين، من بينهم رئيس الوزراء دافيد بن غوريون، ورئيسة الوزراء جولدا مائير، ووزير الدفاع موشيه ديان، والرئيس الإسرائيلي الأسبق عيزر وايزمن. وبحسب بعض المصادر، كان اسمه معروفاً جداً في الأوساط السياسية لدرجة أنه فكر في الترشّح للكنيست. وفي السنوات التالية، أصدر الصحفيان الإسرائيليان إيتان هابر ويوسي ميلمان كتابًا بعنوان «الجواسيس: حروب إسرائيل لمكافحة التجسس»، أشارا فيه إلى أن العديد من التفاصيل التي نشرت في مصر عن شخصية الهجّان صحيحة ودقيقة لكن ما ينقصها هو الحديث عن الجانب الآخر في شخصيته، ألا وهو خدمته لإسرائيل حيث أن الهجّان أو بيتون ما كان إلا جاسوسًا خدم مصر وإسرائيل حسب رأي الكاتبين.

## الميلاد والنشأة
وُلِد رفعت علي سليمان الجمّال في الأول من يوليو عام 1927 بمدينة دمياط بشمال مصر، لعائلة ميسورة الحال تعمل في تجارة الفحم بالجملة. كان والده علي الجمّال تاجرًا للفحم وأمه رتيبة علي أبو عوض ربة منزل متعلمة تنحدر من أسرة راقية وتتقن اللغتين الإنجليزية والفرنسية. لرفعت ثلاثة أشقاء هم سامي ولبيب ونزيهة، وقد تولى الأخ غير الشقيق الأكبر سامي رعاية الأسرة بعد وفاة الأب سنة 1936. عمل سامي مدرسًا خصوصيًا للغة الإنجليزية لأخوة الملكة فريدة؛ الأمر الذي أتاح لرفعت الاحتكاك المبكر باللغة الإنجليزية، كذلك كانت والدته تجيد الفرنسية، فأتقن هو الآخر اللغتين الإنجليزية والفرنسية بطلاقة وهو لا يزال طالبًا في المدرسة.
نشأ رفعت في حي مصر الجديدة بالقاهرة حيث انتقلت الأسرة بعد وفاة والده. عُرف عنه منذ صغره الذكاء الحاد وروح المغامرة وعدم الالتزام الصارم بالدراسة الأكاديمية، فقد وصفه المقربون بأنه كان قليل الاكتراث بالتعليم النظامي وشديد الشغف بالفنون والسينما والمسرح. لذا التحق في الرابعة عشرة من عمره بمدرسة للتجارة المتوسطة بناء على إلحاح أسرته التي رأت أن ميوله العمليّة تغلب على الدراسة النظريّة. خلال دراسته الثانوية التجارية في منتصف الأربعينيات، تأثر رفعت بأجواء الحرب العالمية الثانية؛ إذ أعجب بشجاعة البريطانيين في التصدي للألمان، فأخذ يتحدث الإنجليزية بلكنة بريطانية، كما تعلم الفرنسية بلكنة أهلها عبر أستاذه الباريسي في المدرسة. وقد نمّى ولعه بالتمثيل والسينما في تلك الفترة أيضًا، فكان يحلم بأن يصبح ممثلًا مشهورًا يومًا ما. يُذكر أنه خلال رحلة مدرسية إلى استوديوهات السينما، تسلل إلى غرفة الممثل المصري الشهير بشارة واكيم وأخذ يقلد أداءه التمثيلي، ففاجأه واكيم بالحضور وأبدى إعجابه بموهبته ثم نصحه بإكمال دراسته أولًا قبل احتراف التمثيل. تركت هذه النصيحة أثرًا كبيرًا في نفس رفعت وقرر على إثرها التركيز على إنهاء تعليمه الثانوي والالتحاق بمجال التمثيل لاحقًا.
أنهى دراسته الثانوية عام 1946 بنجاح ثم انخرط لفترة قصيرة في عالم السينما بعد التخرج، حيث أدى أدوارًا ثانوية في أفلام أخرى لبشارة واكيم، وبدأ في تلك الأثناء أول علاقة عاطفية مهمة في حياته. أحب رفعت راقصة مراهقة تُدعى «بيتي» (يُرجّح أنها الراقصة المعروفة «كيتي»)، وصل به الأمر إلى الانتقال للعيش معها فترة من الوقت، متحديًا الأعراف العائلية آنذاك. أثار سلوكه غضب شقيقه لبيب وسبب له متاعب عائلية عديدة انتهت بإجباره على التخلي عن بيتي وترك العمل في مجال السينما. كشفت هذه الأحداث شخصيته الجريئة وغير التقليدية، فهو لم يتردد في مخالفة التوقعات الاجتماعية لتحقيق رغباته، كما أظهر قدرة على المراوغة وإقناع من حوله، وهي صفات استفاد منها لاحقًا في عمله.

## العمل

### العمل المبكر
في صيف 1946، تقدم بطلب للعمل في شركة نفط أجنبية على ساحل البحر الأحمر وتم قبوله بسهولة بفضل إتقانه للغات الأجنبية. عُيّن في مدينة رأس غارب ونجح في وظيفته كمحاسب هناك بعيدًا عن رقابة الأسرة ومشاكل القاهرة. لاحقًا عُرضت عليه ترقية ونقل إلى مقر الشركة الرئيسي في القاهرة، لكنه رفض الانتقال مصرًا على البقاء في رأس غارب حيث وجد استقلاله. قرر ترك وظيفة النفط تمامًا بحثًا عن فرص أخرى، مستفيدًا من علاقاته التي كوّنها هناك. انتقل رفعت إلى الإسكندرية عام 1947 للعمل لدى رجل أعمال تعرّف عليه خلال عمله السابق. وجد في بيت ذلك الرجل دفئًا عائليًا، ونشأت بينه وبين ابنته الشابة هدى قصة حب تبناها الأب الذي اعتبر رفعت بمنزلة الابن الذي لم ينجبه. كاد رفعت يستقر ويتزوج هدى لولا مكيدة تعرض لها في عمله؛ فخلال قيامه بمهمة في فرع الشركة بالقاهرة، دبر مدير الفرع مؤامرة اختلاس اتُهم فيها رفعت زورًا بالسرقة. أدرك كفيله براءته لكنه اضطر لفصله تجنبًا للمساءلة القانونية، وعوضًا عن ذلك أوصى بتعيينه مساعدًا لضابط حسابات على متن سفينة شحن تجارية تدعى «حورس». باشر رفعت عمله البحري الجديد أواخر عام 1949، غادر مصر لأول مرة في حياته على متن السفينة وطافت «حورس» طويلًا بين الموانئ: نابولي، وجنوة، ومارسيليا، وبرشلونة، وجبل طارق، وطنجة، وفي النهاية رست السفينة في ميناء ليفربول الإنجليزي لعمل بعض الإصلاحات وكان مقررًا أن تتجه بعد ذلك إلى بومباي الهندية.
وفي أثناء رسو السفينة حورس في ميناء ليفربول البريطاني تعرّف على شابة إنجليزية تدعى جودي موريس ذكّرته بحبيبته السابقة بيتي. توطدت علاقته بجودي وأقام معها مدة وجيزة، ثم عاد إلى مواصلة رحلاته البحرية. بحلول مارس 1950 عاد رفعت إلى مصر مؤقتًا، لكنه ما لبث أن التحق بوظيفة جديدة على متن سفينة شحن فرنسية متجهة إلى مرسيليا. عند وصوله فرنسا، انتهز الفرصة لترك السفينة والبقاء في باريس حيث طوّر إجادته للغة الفرنسية حتى أتقنها تمامًا. راق له العيش في باريس وهمّ بالاستقرار الدائم هناك، إلا أن افتقاره لوثائق إقامة رسمية عرّضه لخطر الترحيل، فاضطر لمغادرة فرنسا. سافر لفترة قصيرة إلى بريطانيا بحجّة العلاج لدى الطبيب الذي أجرى له عملية الزائدة الدودية سابقًا. وفي لندن عمل في وكالة للسفريات تحمل اسم «سلتيك تورز» وحقق نجاحًا ملحوظًا في مجال السياحة. كادت أموره تستقر هناك، بل وكانت أمامه إمكانية للحصول على إقامة دائمة وربما الجنسية البريطانية نظرًا لبراعته في عمله. بيد أنه خلال رحلة عمل أرسلته الشركة لإتمامها في نيويورك، تلقى عرضًا مغريًا من صاحب شركة أمريكية فقبله على الفور دون تفكير.
انتقل رفعت للإقامة في الولايات المتحدة لبعض الوقت أملاً في حياة جديدة، لكنه ارتكب خطأ بالسفر دون تأشيرة عمل أو وضع قانوني سليم. ما لبثت ظروفه أن ساءت هناك؛ إذ بدأت سلطات الهجرة الأمريكية بمطاردته، وتخلّى عنه صاحب العمل عندما اكتشف وضعه غير القانوني، بل وأُدرج اسمه في قائمة سوداء للمهاجرين غير الشرعيين. دفعه ذلك للهرب إلى كندا ثم منها إلى فرانكفورت بألمانيا مستغلاً تأشيرة عبور (ترانزيت) بحجة السفر إلى النمسا. في ألمانيا وقعت له حادثة أليمة؛ فقد فَقَد أمواله وجواز سفره المصري، وتزامن ذلك مع حملة ملاحقة للنازيين السابقين الساعين لمغادرة ألمانيا ببيع جوازات سفرهم. اشتبه القنصل المصري في فرانكفورت بأن رفعت باع جوازه وانخرط في تلك السوق السوداء، فرفض منحه وثيقة سفر بديلة. سرعان ما اعتقلته الشرطة الألمانية لعدم حيازته أوراقًا، وقضى فترة قصيرة في السجن قبل أن يُرحَّل قسريًا على أول طائرة عائدًا إلى مصر في أواخر عام 1950. انتهت مغامرات رفعت في المهجر بشكل درامي ليجد نفسه مُرحَّلًا إلى الوطن بلا عمل ولا وثائق سفر، فضلًا عن سجل من التحركات المشبوهة عبر القارات.

### بداية التزوير
مع عودة رفعت إلى مصر، بدون وظيفة، أو جواز سفر، وقد سبقه تقرير عما حدث له في فرانكفورت، وشكوك حول ما فعله بجواز سفره، بدت الصورة أمامه قاتمة إلى حد محبط، مما دفعه إلى حالة من اليأس والإحباط، لم تنته إلا مع ظهور فرصة جديدة، للعمل في شركة قناة السويس، تتناسب مع إتقانه للغات. ولكن الفرصة الجديدة كانت تحتاج إلى وثائق، وأوراق، وهوية. هنا، بدأ رفعت يقتحم العالم السفلي، وتعرَّف على مزوِّر بارع، منحه جواز سفر باسم «علي مصطفى»، يحوي صورته، بدلا من صورة صاحبه الأصلي. وبهذا الاسم الجديد، عمل رفعت في شركة قناة السويس، وبدا له وكأن حالة الاستقرار قد بدأت.
في سنة 1952، قامت ثورة 23 يوليو وشعر البريطانيون بالقلق، بشأن المرحلة القادمة، وأدركوا أن المصريين يتعاطفون مع النظام الجديد، فشرعوا في مراجعة أوراقهم، ووثائق هوياتهم، مما استشعر معه رفعت الخطر، فقرَّر ترك العمل، في شركة قناة السويس، وحصل من ذلك المزوِّر على جواز سفر جديد، لصحفي سويسري، يُدعى «تشارلز دينون». وهكذا أصبح الحال معه من اسم لاسم ومن شخصية مزورة لشخصية أخرى إلى أن ألقي القبض عليه من قبل ضابط بريطاني أثناء سفره إلى ليبيا بعد التطورات السياسية والتغيرات في 1953 واعادوه لمصر واللافت في الموضوع انه عند إلقاء القبض عليه كان يحمل جواز سفر بريطاني إلا أن الضابط البريطاني شك أنه يهودي وسُلِّم إلى المخابرات المصرية التي بدأت في التحقيق معه على أنه شخصية يهودية.
بالنسبة لرفعت فيقول في مذكراته عن هذه المرحلة في حياته:
| رأفت الهجان | وبعد أن قضيت زمنًا طويلاً وحدي مع أكاذيبي، أجدني مسرورًا الآن إذ أبوح بالحقيقة إلى شخص ما. وهكذا شرعت أحكي لــ حسن حسني كل شيء عني منذ البداية. كيف قابلت كثيرين من اليهود في استوديوهات السينما، وكيف تمثلت سلوكهم وعاداتهم من منطلق الاهتمام بأن أصبح ممثلا. وحكيت له عن الفترة التي قضيتها في "إنجلترا" و"فرنسا" و"أمريكا"، ثم أخيرًا في "مصر". بسطت له كل شيء في صدق. إنني مجرد مهرج، ومشخصاتي عاش في التظاهر ومثل كل الأدوار التي دفعته إليها الضرورة ليبلغ ما يريد في حياته. | رأفت الهجان |

استنادًا إلى المخابرات المصرية كانت التهمة الرئيسية للهجان عند إرجاعه إلى مصر قسرًا هو الاعتقاد أن الهجّان هو ضابط يهودي واسمه «ديفيد ارنسون» حيث كان الهجّان يحمل جواز سفر بريطاني باسم «دانيال كالدويل» وفي نفس الوقت تم العثور بحوزته على شيكات موقَّعة باسم «رفعت الجمّال» وكان يتكلم اللغة العربية بطلاقه. مثُل رفعت الجمّال أمام سلطات التحقيق المصرية. حاول رفعت التظاهر بالبراءة، لكن عندما تكلم بالعربية خلال استجوابه اعتُبر ذلك دليلًا ضده. نُقل للاستجواب في قسم شرطة مصر الجديدة كونه الحي الذي وُجد فيه اسم رفعت الجمّال ضمن السجلات الرسمية. في البداية احتار المحققون في أمره وراجت فرضية أنه ربما يكون فعلًا يهوديًا مصريًا ينتحل عدة شخصيات. داخل محبسه التقى رفعت بمحقق من جهاز البوليس السياسي (المخابرات الداخلية آنذاك) قدم نفسه باسم حسن حلمي. بدأ الضابط حسن حلمي محادثته بتنبيه رفعت إلى حيرة السلطات في أمره وتعدد صوره وشخصياته التي ظهر بها حتى الآن. قال له بصراحة إنه يصعب تحديد انتمائه؛ فقد يكون إنجليزيًا أو يهوديًا أو مصريًا، ثم استفزه باتهامه بأنه شخص لا تعنيه مصر في شيء. تعمّد الضابط ذكر أعداء مصر وبث عبارات وطنية لاستثارة مشاعر رفعت، فنجح في استفزازه إلى أقصى حد. هنا انفجر رفعت بغضب مؤكدًا وطنيته، واعترف أمام الضابط بحقيقة الأمر: أنه مصري ولم يكن يومًا يهوديًا. بهذا الاعتراف انهار غطاء الشخصية المزيفة التي تقمصها رفعت طوال السنوات الماضية، لكنه في المقابل فتح لنفسه بابًا جديدًا للتعاون مع الدولة بدلاً من الملاحقة والسجن.

## التجنيد والعمل الاستخباراتي

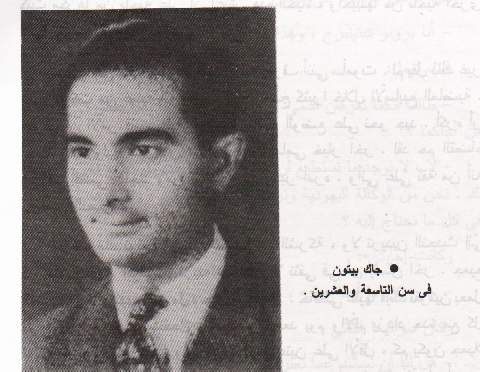
جاك بيتون في سن التاسعة والعشرين، 1956.

بعد اعترافه بهويته الحقيقية، بدأ رفعت الجمّال يروي للمسؤولين المصريين قصته كاملة منذ البداية. حكى للضابط حسن حلمي عن احتكاكه باليهود خلال عمله بالسينما وكيف نجح في إقناع العديد منهم بأنه يهودي مثلهم بسبب اتقانه للغات وتمثُّله عاداتهم. سرد له مغامراته في إنجلترا وفرنسا وأمريكا ثم عودته لمصر وانتحال الهويات المتعدد. وقام حسن حسني بدس مخبرين في سجنه ليتعرفوا على مدى اندماجه مع اليهود في معتقله وتبين أن اليهود لا يشكون ولو للحظه بأنه ليس يهوديا مثلهم وتم في تلك الأثناء واستنادا إلى المخابرات المصرية التأكد من هوية الهجّان الحقيقية. أدرك ضابط المخابرات حينها أن رفعت يملك مواهب فذّة في التخفي والتمويه يمكن استثمارها بدل معاقبته. أخبره بأن السلطات تبحث منذ مدة عن شخص بمواصفاته ليُزرع داخل إسرائيل والوسط اليهودي بغرض كشف أنشطة معادية لمصر. في تلك الفترة (مطلع الخمسينيات) كانت الدولة العبرية حديثة التأسيس (أنشئت عام 1948) وتعمل على جذب اليهود وأموالهم من مختلف أنحاء العالم، وكثير من اليهود الأثرياء في مصر أخذوا يهربون أموالهم سرًا إلى إسرائيل. أوضح الضابط حسن لرفعت أن الأجهزة المصرية عاجزة عن تعقب طرق تهريب تلك الأموال إلى الخارج وأنها بحاجة لعميل مزروع يكتسب ثقة الوسط اليهودي ويكشف الخبايا. وتم إبلاغه بأنه المرشح المثالي لهذه المهمة نظرًا لقدراته. بالطبع، لم يغفل رفعت سؤالًا جوهريًا: «وماذا سأستفيد أنا؟» فجاءه الرد بأن الدولة ستكافئه بسخاء. سيتم محو ماضي رفعت الجمّال تمامًا وإسقاط كل التهم والإجراءات القضائية ضده والخاصة بجوازات السفر المزورة وهويات «علي مصطفى» و«تشارلز دينون» و«دانييل كالدويل» وغيرها. بل وستُعاد إليه قيمة الشيكات السياحية المصادرة، ويُسمح له باعتناق هوية جديدة يعيش بها كيهودي دون ملاحقة.
بعد تفكير، وافق رفعت الجمّال على التعاون مع جهاز المخابرات المصري، ليبدأ فصل جديد في حياته تحت إشراف ضابط المخابرات عبدالمحسن فائق (المعروف بالاسم الحركي محسن ممتاز، وكان أحد الضباط الأحرار). خضع رفعت لتدريب مكثّف وشامل قبل إرساله في مهمته. شمل التدريب دورات في علوم الاقتصاد لفهم حركة الأموال والشركات متعددة الجنسيات وأساليب التهرب الضريبي وتهريب رؤوس الأموال. درس تاريخ اليهود في مصر وأصول ديانتهم وعاداتهم الاجتماعية والدينية بتعمق، بما في ذلك تعلم التمييز بين طوائف اليهود؛ مثل الإشكناز والسفارد والحسيديم. تلقى دروسًا مكثفة في اللغة العبرية حتى أتقنها تحدثًا وكتابة. وأعقب هذا تدريب على القتال في حالات الاشتباك المتلاحم والكر والفر، والتصوير بآلات تصوير دقيقة جدًا، وتحميض الأفلام وحل شفرات رسائل أجهزة الاستخبارات والكتابة بالحبر السري، ودراسة سريعة عن تشغيل الراديو، وفروع وأنماط أجهزة المخابرات والرتب والشارات العسكرية. وكذلك الأسلحة الصغيرة وصناعة القنابل والقنابل الموقوتة وهكذا انتهى رفعت الجمّال وولد جاك بيتون في 23 اغسطس 1919 من أب فرنسي وأم إيطالية وديانته يهودي اشكنازي، وصار له جواز سفر إسرائيلي صادر من تل أبيب برقم (146742) ورمزه الاستخباراتي هو (313). بعد فترة من هذا الإعداد الدقيق، بدأ رفعت بتقمص هويته الجديدة التي اختارتها له المخابرات، وانتقل للعيش في حي في الإسكندرية يسكنه الطائفة اليهودية وحصل على وظيفة مرموقة في إحدى شركات التأمين وانخرط في هذا الوسط وتعايش معهم حتى أصبح واحدا منهم.

### التغلغل في إسرائيل
هناك جدل حول الضابط المسؤول عن تجنيد الهجّان وزرعه داخل إسرائيل فبعض المصادر تشير إلى حسن حلمي بلبل وهو أحد الرجال الذين أنشؤوا المخابرات المصرية العامة وكان عبد المحسن فايق مساعدًا له. بينما يعتقد البعض الآخر ان اللواء عبد العزيز الطودي أحد ضباط المخابرات المصرية العامة كان مسؤولا عن الاتصال وعمل رفعت الجمّال داخل إسرائيل، بينما يذهب البعض الآخر أن العملية كانت مجهودًا جماعيًا ولم تكن حكرًا على أحد. بدأ جاك بيتون (رفعت الجمّال سابقًا) مهمته الاستخباراتية بخطوات مدروسة داخل مصر قبل أن ينتقل إلى إسرائيل. أقام فترة في مدينة الإسكندرية متظاهرًا بأنه أحد أفراد الجالية اليهودية الأجنبية هناك. سكن في حي يهودي بمدينة الإسكندرية واندمج مع رواده باعتباره يهوديًا أوروبيًا قادمًا من ألمانيا الغربية وشمال فرنسا. وحصل بمساعدة المخابرات على وظيفة محترمة في شركة تأمين لإعطاء غطائه مزيدًا من المصداقية. ساعده أيضًا أن رفيقًا يهوديًا له كان قد تعرف عليه أثناء فترة احتجازه (يدعى ليفي سلامة) قام بتقديمه للمجتمع اليهودي المحلي في الإسكندرية، مما أكسب جاك/رفعت شبكة معارف موثوقة ضمن تلك الأوساط. بعد أن تعززت أوراق اعتماده كيهودي أجنبي مقيم في مصر، حان وقت انتقاله إلى إسرائيل. رتبت المخابرات المصرية سفره إلى إسرائيل عبر فرنسا؛ حيث غادر الإسكندرية متوجهًا إلى باريس ومنها هاجر جوًا إلى مدينة تل أبيب بجواز سفر أجنبي يحمل هويته المزيفة. وصل جاك بيتون إلى إسرائيل في شهر يونيو 1956 – وهو التاريخ الذي تأكد لاحقًا كبداية رسمية لعمليته داخل إسرائيل. هناك في تل أبيب، نجح جاك في تأسيس وكالة سفريات وسياحة خاصة به. كان مشروع وكالة السفر غطاءً مثاليًا لنشاطه؛ فمن خلاله تمكن من بناء شبكة علاقات واسعة بالمجتمع الإسرائيلي، خاصة ضمن الأوساط الثرية والسياسية التي استعانت بخدمات شركته. كما أتاحت له طبيعة عمله السفر المتكرر إلى أوروبا تحت ستار لقاء عملاء أو إبرام صفقات، بينما كان هدف تلك الرحلات الحقيقي هو عقد لقاءات دورية مع ضباط المخابرات المصرية لتسليم التقارير وتلقي التعليمات.
تسلّم رفعت من المخابرات المصرية مبلغًا ماليًا (يُذكر أنه 3000 دولار) ليبدأ تأسيس حياته الجديدة في إسرائيل. سافر جاك بيتون إلى إسرائيل عن طريق المرور بروما ووصل إليها في عام 1956 وعمره 28 عامًا. في مذكراته يكشف «رفعت الجمَّال» بأنه قد انضمّ، أثناء وجوده في الإسكندرية، إلى الوحدة اليهودية (131)، التي أنشأها الكولونيل اليهودي إبراهام دار، لحساب جهاز الاستخبارات العسكرية (إسرائيل) «أَمَان». وفي الوحدة (131)، كان (رفعت الجمَّال) زميلاً لعدد من الأسماء، التي أصبحت فيما بعد شديدة الأهمية مثل مارسيل نينو وماكس بينيت، وإيلي كوهين، ذلك الجاسوس الذي كاد يحتلّ منصبًا شديد الحساسية والخطورة، بعد هذا بعدة سنوات، في سوريا.
استطاع رفعت (في شخصية جاك) أن يتغلغل تدريجيًا في المجتمع الإسرائيلي ويصنع لنفسه مكانة مرموقة. على مدار 17 عامًا تقريبًا عاشها في إسرائيل (من منتصف الخمسينيات حتى أوائل السبعينيات)، نجح في بناء علاقات صداقة وثيقة مع عدد من كبار الشخصيات في إسرائيل. كان ممن تعرف عليهم عن قرب موشيه ديان (وزير الدفاع الإسرائيلي) وعيزر وايزمن (قائد سلاح الطيران ثم رئيس إسرائيل لاحقًا) ورجال أعمال ونخبة اجتماعية. ساعدته هذه الصلات في الحصول على معلومات حساسة دون إثارة شكوك، كما جعلته شخصية معروفة في تل أبيب بوصفه رجل أعمال ناجح. تؤكد الرواية المصرية أن رفعت الجمّال خلال تلك السنوات استطاع تزويد القاهرة بمعلومات استراتيجية بالغة الأهمية عن إسرائيل. فكان ينقل الأخبار أولًا بأول إلى المخابرات المصرية، إما بواسطة الرسائل المشفرة عبر وسائل متفق عليها، أو مباشرة أثناء لقاءاته في الخارج مع ضباط الاتصال المصريين. ولم ينحصر دوره في التجسس العسكري فقط، بل رصد أيضًا الحالة الاجتماعية والنفسية داخل إسرائيل، ما ساعد القاهرة على فهم طبيعة المجتمع الإسرائيلي وأولويات قياداته.

أثناء رحلة الجمّال الطويلة في مشوار عمله الجاسوسي والاستخباري تنقل لعدد من المحطات المهمة للوثوب إلى هدفه أهمها فرنسا وإيطاليا والعراق الذي زارها بمهمة رسمية عام 1965 على عهد الرئيس العراقي الراحل عبد السلام عارف ضمن اتفاق الوحدة الثلاثية بين مصر والعراق وسوريا حيث اتفقت الحكومات الثلاث لاتخاذ خطوات من شأنها تفعيل الإجراءات الخاصة بالوحدة من خلال تنفيذ خطة التبادل الاستراتيجي للدفاع المشترك الخاص بانتشار القطع العسكرية لتلك الدول على أراضيها حيث أرسلت بعض وحدات المشاة وأسراب الطائرات العراقية لمصر وسوريا وتم استقبال وحدات تلك الدول في العراق بضمنها كتيبة من القوات الخاصة المصرية ومجموعة من عناصر جهاز المخابرات المصري العامل ضد إسرائيل وكان بضمنهم رفعت الجمّال. مذكرات (رفعت) عن هذه الفترة تقول:
| رأفت الهجان | مرة أخرى وجدت نفسي أقف عند نقطة تحول خطيرة في حياتي. لم أكن أتصور أنني ما أزال مدينًا لهم، ولكن الأمر كان شديد الحساسية عندما يتعلق بجهاز المخابرات. فمن ناحية روعتني فكرة الذهاب إلى قلب عرين الأسد. فليس ثمة مكان للاختباء في إسرائيل، وإذا قُبض عليَّ هناك فسوف يسدل الستار عليَّ نهائيًا والمعروف أن إسرائيل لا تضيع وقتًا مع العملاء الأجانب. يستجوبونهم ثم يقتلونهم. ولست مشوقًا إلى ذلك. ولكني كنت أصبحت راسخ القدمين في الدور الذي تقمصته، كما لو كنت أمثل دورًا في السينما، وكنت قد أحببت قيامي بدور "جاك بيتون". أحببت اللعبة، والفارق الوحيد هذه المرة هو أن المسرح الذي سأؤدي عليه دوري هو العالم باتساعه، وموضوع الرواية هو الجاسوسية الدولية. وقلت في نفسي أي عرض مسرحي مذهل هذا؟... لقد اعتدت دائمًا وبصورة ما أن أكون مغامرًا مقامرًا، وأحببت مذاق المخاطرة. وتدبرت أمري في إطار هذه الأفكار، وتبين لي أن لا خيار أمامي. سوف أؤدي أفضل أدوار حياتي لأواجه خيارين في نهاية المطاف: إما أن يُقبض عليَّ وأستجوب وأشنق، أو أن أنجح في أداء الدور وأستحق عليه جائزة الأوسكار. | رأفت الهجان |

طبقًا للمصادر المصرية، لعبت المعلومات التي أرسلها رأفت الهجّان (رفعت الجمّال) دورًا حيويًا في عدة محطات تاريخية. فقد زُعم أنه نقل لمصر تحذيرًا مبكرًا من العدوان الثلاثي عام 1956 قبل وقوعه، لكن السلطات آنذاك لم تأخذ تحذيره بالجدية الكافية. كما أفاد في مايو 1967 بأن إسرائيل على وشك شن هجوم شامل على الجبهات العربية، إلا أن بعض القيادات المصرية فسروا تلك الإشارة على أنها تتعلق بهجوم على سوريا ولم يتم تعزيز الاستعدادات في سيناء كما ينبغي. وإبان حرب يونيو 1967 نفسها، يُنسب له أنه حاول تنبيه القاهرة إلى خطة الهجوم الجوي الإسرائيلي المباغت على المطارات المصرية، لكن المعلومات لم يُعتدّ بها ضمن ضباب الأخبار المتضاربة آنذاك. وفي السنوات اللاحقة، واصل رفعت تزويد مصر بمعلومات نوعية عن القدرات الإسرائيلية. فخلال أحد لقاءاته في أوروبا مع مسؤول المخابرات المصرية علي غالي في ميلانو، سرب خبر اعتزام إسرائيل إجراء تجارب نووية سرية واختبار أسلحة تكنولوجية متطورة. ووفق الرواية ذاتها، كان لهذه المعلومات وغيرها أثر واضح في إعداد الجيش المصري لحرب أكتوبر 1973 وتحقيق الانتصار في مرحلتها الأولى. ومن أبرز ما يُنسب إليه تزويده المخابرات المصرية بـتفاصيل دقيقة عن خط بارليف – وهو سلسلة التحصينات الإسرائيلية على جبهة قناة السويس – الأمر الذي ساعد المهندسين المصريين على ابتكار خطة لاختراقه خلال حرب 1973.

### كشف شبكة إيلي كوهين

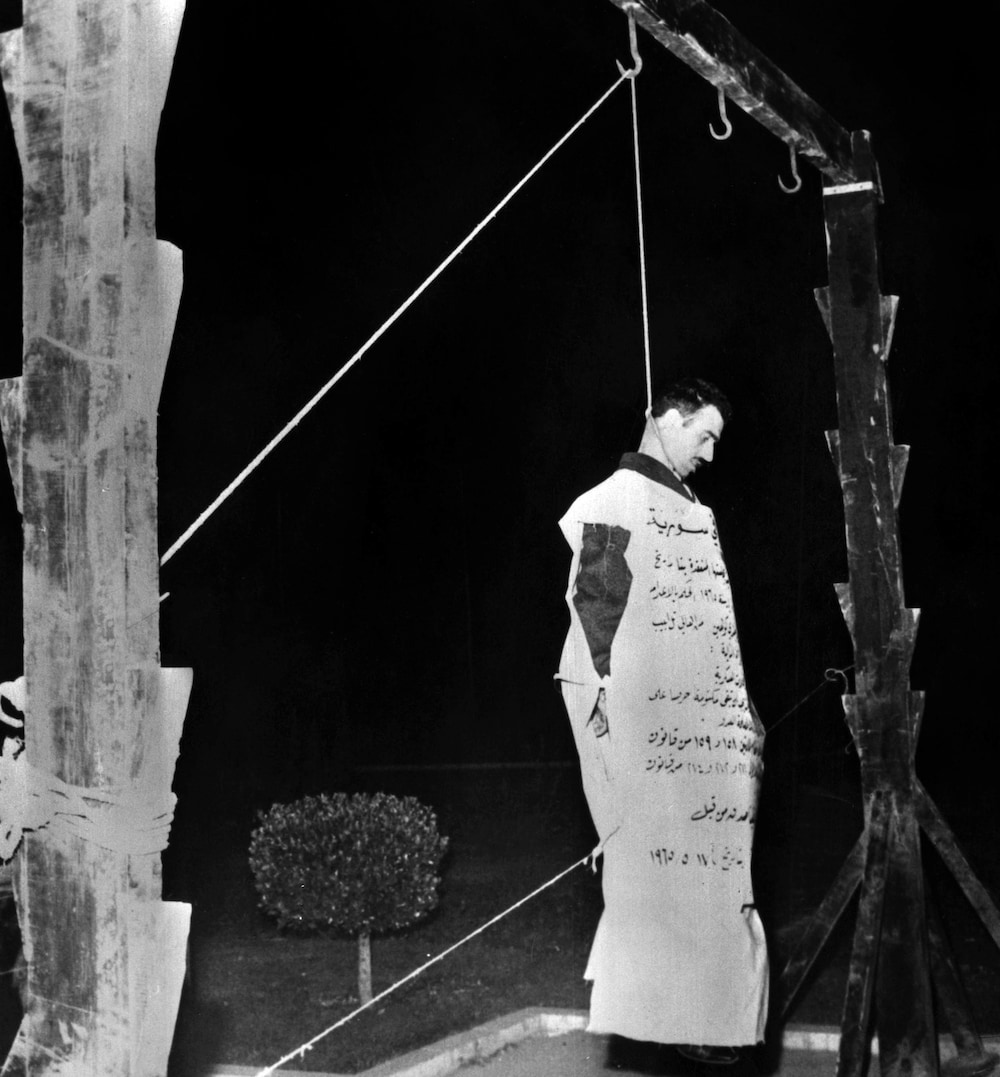
تنفيذ حكم الإعدام شنقًا بحق إيلي كوهين في ساحة المرجة وسط العاصمة السورية دمشق عام، 18 مايو 1965.

شهدت مسيرة رأفت الهجّان الاستخباراتية حدثًا فريدًا تمثل في مساهمته في كشف الجاسوس الإسرائيلي إيلي كوهين الذي كان مزروعًا في سوريا في أوائل الستينيات. تروي زوجة رفعت الألمانية أنه بعد عودته إلى أوروبا في إحدى المرات، وقعت بين يدي رفعت صورة في صحيفة عربية تظهر مسؤولًا سوريًا يدعى كامل أمين ثابت محاطًا بضباط سوريين. تعرف رفعت على الرجل في الصورة على الفور إذ كان إيلي كوهين نفسه – زميله القديم الذي تقاسم معه زنزانة الاحتجاز بمصر عام 1954. حينها كان كوهين مشتبهًا به قبل أن يُطلق سراحه مع رفعت، دون أن تعرف المخابرات المصرية هوية كوهين الحقيقية أو دوره. أدرك رفعت أن كوهين تسلل إلى سوريا باسم مستعار، فسارع بإبلاغ المخابرات المصرية بأن كامل أمين ثابت ليس إلا إيلي كوهين العميل الإسرائيلي. بدورها مررت مصر المعلومة إلى السلطات السورية التي كانت تراقب كوهين بالفعل، فجرى القبض عليه في دمشق عام 1965 وانتهى الأمر بإعدامه. وبذلك ساهم رفعت في واحدة من أشهر عمليات مكافحة التجسس في التاريخ العربي المعاصر، وإن كانت الرواية السورية الرسمية تنسب كشف كوهين إلى جهود تقنية بحتة (رصد بثه الإذاعي). على أي حال، تحتفظ مصر بأن معلومة الهجّان عجّلت بالإيقاع بالجاسوس الإسرائيلي الخطير.

### دوره في إفشال عملية لافون
كشف رفعت في مذكراته بأنه قد انضمّ إلى الوحدة اليهودية (131) لحساب جهاز الاستخبارات العسكرية (إسرائيل) وأنه كشف فضيحة لافون، نسبة إلى بنحاس لافون، وزير الدفاع الإسرائيلي آنذاك. ضمن إنجازاته أنه كشف هذه خلية لافون ضمن عملية سوزانا عام 1954. كانت هذه الخلية مكونة من يهود مصريين جندهم الموساد لتنفيذ تفجيرات ضد مصالح أميركية وبريطانية في مصر لإفساد التقارب بين مصر والغرب. تفيد بعض المصادر أن رفعت الجمّال خلال عمله مع المخابرات المصرية تمكن من جمع خيوط عن تلك الشبكة التخريبية ونقلها إلى السلطات، مما ساعد في اعتقال أفرادها قبل أن تتم مخططاتهم. وبذلك أسهم في حماية مصر من عملية سرية كادت تخلق أزمة دولية كبيرة آنذاك.

### نهاية المهمة والعودة إلى مصر
استمر رفعت الجمّال في نشاطه الاستخباراتي داخل إسرائيل حتى أوائل السبعينيات. مع اقتراب حرب أكتوبر 1973 وتغير معادلات الصراع، تقرر إنهاء مهمة الهجّان وإعادته إلى أرض الوطن بشكل تدريجي وسري. فبعد أن أدى واجبه لأقصى حد، أصبح خروجه من إسرائيل ضرورة حفاظًا على سلامته خاصة إذا ما بدأت شكوك تحوم حوله. لم يكن ممكنًا أن يختفي جاك بيتون من تل أبيب فجأة ويظهر رفعت الجمّال في القاهرة دون إثارة انتباه الموساد؛ فمثل هذه الخطوة كانت كفيلة بكشف كل ما قام به طوال سنوات وربما كشف شبكات أخرى أيضًا. لذا وضع جهاز المخابرات خطة محكمة لتأمين انسحابه. وفق بعض الروايات، تم ترتيب سيناريو يقضي بسفر جاك بيتون إلى بلد أوروبي للزواج والإقامة هناك حتى يخرج نهائيًا من إسرائيل دون إثارة الريبة. وهذا ما حدث عمليًا، ففي أكتوبر 1963 وأثناء زيارة لمدينة فرانكفورت الألمانية، تعرّف جاك بيتون على سيدة ألمانية شابة تُدعى فالتراود وتطورت العلاقة بينهما سريعًا. كانت فالتراود مطلقة ولها طفلة من زواج سابق، تبلغ من العمر 22 عامًا. لم تكن تعرف عن زوجها المستقبلي سوى أنه رجل أعمال إسرائيلي ناجح يمتلك شركة سياحة في تل أبيب واسمه جاك بيتون. وقع الاثنان في الحب من النظرة الأولى، وتقدم جاك/رفعت للزواج بها بعد أيام قليلة طالبًا منها مرافقته إلى إسرائيل. تم الزواج فعلًا وسافرت فالتراود معه إلى تل أبيب حيث أمضيا عدة سنوات هناك.
بحلول عام 1973 كان رفعت الجمّال قد أنهى مهمته الرسمية لصالح المخابرات المصرية. عقب حرب أكتوبر، لم يعد هناك داع لبقائه في إسرائيل خاصة مع بدء تسوية الصراع. غادر رفعت (جاك بيتون) إسرائيل نهائيًا في أوائل عام 1974 واستقر مع زوجته وابنه الصغير دانيال في ألمانيا الغربية. ورغم انتهاء دوره الأمني، بقي محافظًا على هويته المصطنعة حرصًا على سلامته. تشير مذكراته إلى أنه أوقف تعاونه رسميًا مع المخابرات المصرية في منتصف السبعينيات. بعدها قرر العودة إلى مصر بهويته الجديدة كرجل أعمال أجنبي للاستثمار والعيش بوطنه الأم دون كشف حقيقته. في عام 1977، حصل رفعت الجمّال (متخفيًا في شخصية جاك بيتون) على موافقة الحكومة المصرية على مشروع استثماري في مجال التنقيب عن البترول. أسس شركة باسم «آيجبتكو» (بالإنجليزية: Egypteco) ونجح في الحصول على امتياز للتنقيب عن النفط في صحراء مصر الغربية. رحب الرئيس المصري آنذاك أنور السادات بعودة هذا المستثمر الغامض، وأصدر تعليمات خاصة إلى وزير البترول برعايته وتسهيل مهمته دون الإفصاح عن هويته الحقيقية. وبناء على تلك التوجيهات، قدّمت وزارة البترول لجاك بيتون امتياز استغلال حقل نفطي مهجور في منطقة كان قد تخلت عنه شركة «فيليبس» العالمية. في أيام رفعت الأخيرة، وهو يصارع سرطان الرئة على فراش الموت في يناير 1982، همس رفعت لفالتراود برجاء أخير أن تمضي في حياتها، وألا ترتدي السواد، وأن تؤمن أن الحياة لا تتوقف. لكن قلبها لم يحتمل الصدمة التي أعقبت رحيله، حين كشفت مذكّراته وعندما كشف لها ابن شقيقه، محمد الجمّال، الحقيقة بأنه كان جاسوسًا يعمل لصالح مصر في إسرائيل. كان قد أخفى تلك المعلومة عنها طوال حياته.

## الجدل حول ولائه
بالرغم من اعتزاز المصريين برأفت الهجّان كبطل قومي، ظهرت بعد عقود مزاعم مضادة من الجانب الإسرائيلي تشكك في ولائه. ففي عام 2004 نشرت صحيفة هآرتس الإسرائيلية تقريرًا يدعي أن رفعت الجمال كان في الحقيقة عميلًا مزدوجًا عمل لصالح الموساد. بحسب الرواية الإسرائيلية، اكتشفت المخابرات الإسرائيلية أمر جاك بيتون بعد فترة قصيرة من وصوله إلى تل أبيب في الخمسينيات، وذلك عبر شريك له في العمل يدعى إيمري أو إيمرا فريد، والذي كان عنصرًا متقاعدًا من الأمن الإسرائيلي. اشتبه ذلك الشريك بكثرة تنقلات جاك بين إسرائيل وأوروبا فأبلغ السلطات عنه. وضعت المخابرات الإسرائيلية رفعت تحت المراقبة ورصدته أثناء اجتماعه مع عميل مصري آخر في أوروبا، فاُعتُقِلَ في إحدى المرات عند عودته عبر المطار. تقول الرواية إن الموساد خيّره بين أمرين: إما السجن وإما أن يعمل مزدوجًا فينقل للمصريين فقط ما تسمح به إسرائيل من معلومات. اختار رفعت -وفق زعمهم- التعاون، فكانت أول مهمة زائفة كلفه بها الموساد تزويد القاهرة بصور لبعض القواعد العسكرية الإسرائيلية لإثبات ولائه للمصريين.
وتبلغ الرواية الإسرائيلية ذروتها بالقول إن رفعت الجمال لعب دورًا أساسيًا في خداع القيادة المصرية قبل حرب 1967. فقد نقل إلى القاهرة معلومة أن أي حرب مقبلة ستبدأ بتحركات برية (في حين كانت الخطة الحقيقية هجومًا جويًا مباغتًا)، ما جعل المصريين -بحسب الزعم- يُبقون طائراتهم الحربية مكشوفة في المطارات استعدادًا لهجوم بري، فكانت صيدًا سهلًا لسلاح الجو الإسرائيلي الذي دمّرها وهي جاثمة خلال ساعات الحرب الأولى عام 1967. وادعت المصادر الإسرائيلية أن الموساد رتب لاحقًا خروج رفعت من إسرائيل بشكل آمن عبر توفير شراكة له مع رجل أعمال أوروبي (إيطالي) ليعيش خارج إسرائيل بعدما أدى خدماته. بل إن جهاز الشاباك (الأمن الداخلي الإسرائيلي) نشر عام 2011 بيانًا اعتبر فيه عملية تجنيد رفعت للجاسوسية لصالح إسرائيل من أنجح عملياتها على الإطلاق وأطلقوا على تلك العملية الاسم الكودي «الوتد».
في عام 2002 صدر في إسرائيل كتاب «الجواسيس» من تأليف الصحفيين يوسي ميلمان وإيتان هابر، الذي عمل سنوات طويلة إلى جانب رئيس الحكومة الراحل إسحاق رابين، وتولى مسؤولية مدير ديوانه، ويحكي الكتاب قصة أكثر من 20 جاسوسًا ومن بينهم رفعت الجمّال ولكن القصة في ذلك الكتاب مغايرة تماما لما ورد في نسخة المخابرات المصرية، وفي القصة إدعاء بان الإسرائيليين عرفوا هوية الجمّال منذ البداية، وجندوه كعميل وجاسوس لهم على مصر، وأن المعلومات التي نقلها إليهم، ساهمت في القبض علي شبكات تجسس مصرية عديدة مزروعة في إسرائيل من قبل المصريين، وأنه نقل للمصريين معلومات أدت إلى تدمير طائرات لسلاح الجو المصري وإلى هزيمة حرب 1967. وكل هذا تدحضه الرواية المصرية التي تؤكد أن الجمّال (الهجّان) كان مواطنا مصريا خالصا أعطى وطنه الكثير. ولو كان الاسرائليون قد استطاعوا كشف هذا الجاسوس كما يزعمون وإن المصريين لم يعلموا بخيانته كما يزعم الاسرائليون كذلك لكان الاسرائليون عرفوا بالاستعدادات المصرية للهجوم، فالمصريون إذا صدقت الرواية الاسرائلية كانوا سيطلبون من جاسوسهم مجموعة من الحاجيات والمهام تكشف عن استعدادهم للهجوم.
استنادا إلى كتاب الجواسيس وكما اوردتها صحيفة يديعوت احرونوت الإسرائيلية فإن المخابرات المصرية جندت في مطلع الخمسينيات مواطنًا مصريًا اسمه رفعت علي الجمّال، بعد تورطه مع القانون ومقابل عدم تقديمه للمحاكمة عرض عليه العمل جاسوسا وأعطيت إليه هوية يهودية واسم جاك بيتون. وجرى إدخاله إلى إسرائيل بين مئات المهاجرين الذين وصلوا من مصر في تلك الفترة، وكان الهدف من إدخاله استقراره في إسرائيل وإقامة مصلحة تجارية تستخدم تمويها جيدا لنشاطاته التجسسية، ولكن الشاباك مهمته مكافحة التجسس وتدقيق ماضي المهاجرين الجدد المشكوك في ولائهم لمعرفة إذا كانوا جواسيس، واسترعى انتباه الشاباك إن الهجّان كان يتحدث الفرنسية بطلاقة لا يمكن أن يتحدث بها يهودي من مواليد مصر وقرر الموساد وضعه تحت المراقبة وقاموا بتفتيش منزله وعثروا على حبر سري وكتاب شيفرات لالتقاط بث إذاعي، واستنادا إلى نفس الكتاب فإن شموئيل موريه، رئيس قسم إحباط التجسس العربي وضباط في الاستخبارات العسكرية والموساد، وعاموس منور ورئيس الاستخبارات العسكرية يهوشفاط هيركابي قرروا محاولة القيام بعملية خطيرة وهي تحويل العميل المصري إلي عميل مزدوج.[بحاجة لمصدر]
يستمر الكتاب بسرد القصة قائلا بان الهجّان أقام عام 1956 شركة سفر صغيرة باسم «سيتور» في شارع برنر بتل أبيب وهكذا وجد من الناحية العملية تعاونًا تجاريًا سريًا بين المخابرات المصرية التي مولت جزءا من تكلفة إقامة الشركة والشاباك التي ساهمت أيضا في تمويل الشركة وكان الهجّان مشهورا بمغامراته النسائية، ليس فقط في إسرائيل بل وفي أوروبا أيضا حيث تعرف بيتون في إحدي جولاته بأوروبا في أكتوبر عام 1963 بآلي فالفرود وهي امرأة ألمانية مطلقة لديها طفلة اسمها أندريه عمرها أربع سنوات وتزوجها بعد عشرة أيام في كنيسة بطقوس دينية كاملة.
قوبلت هذه الادعاءات بتشكيك شديد في مصر، واعتُبرت محاولة إسرائيلية لتقليل قيمة إنجاز الهجّان الذي أحرج الموساد. فقد صرّح اللواء محمد رشاد، وهو مسؤول استخبارات مصري متقاعد، بأن ما روّجته الصحافة الإسرائيلية لا يعدو كونه دعاية مضادة هدفها طمس نجاحات الهجّان. ووصف الرواية الإسرائيلية بأنها محض افتراء، مؤكدًا أن المعلومات التي قدمها رفعت الجمال للمخابرات المصرية أثبتت صدق ولائه وأسهمت فعليًا في الإعداد لحربي 1967 و1973. وأوضح رشاد أن رفعت الجمّال كان عميلاً مصريًا خالصًا بنسبة 100%، وقد خضع لتأهيل واختراق منظم بهدف إقامته داخل إسرائيل واندماجه في مجتمعها. وأضاف رشاد أن الهجّان نجح في تجنيد قادة كبار داخل الجيش الإسرائيلي. كما شدد مسؤولون مصريون آخرون على أن الهجّان ظل وفيًا لمصر حتى النهاية ولم يكن لينجو بحياته لو كان عميلًا مزدوجًا فعلًا، خصوصًا وأن المخابرات المصرية راقبت نشاطه واتصالاته طيلة فترة عمله بإسرائيل ولم ترصد ما يشير لانكشافه أو عمالته المزدوجة. وهكذا يبقى الجدل قائمًا بين روايتين متضاربتين، لكن الغالبية تميل لتصديق الرواية المصرية التي جعلت من رأفت الهجّان رمزًا وطنيًا للجاسوسية الناجحة.

## الحياة الشخصية

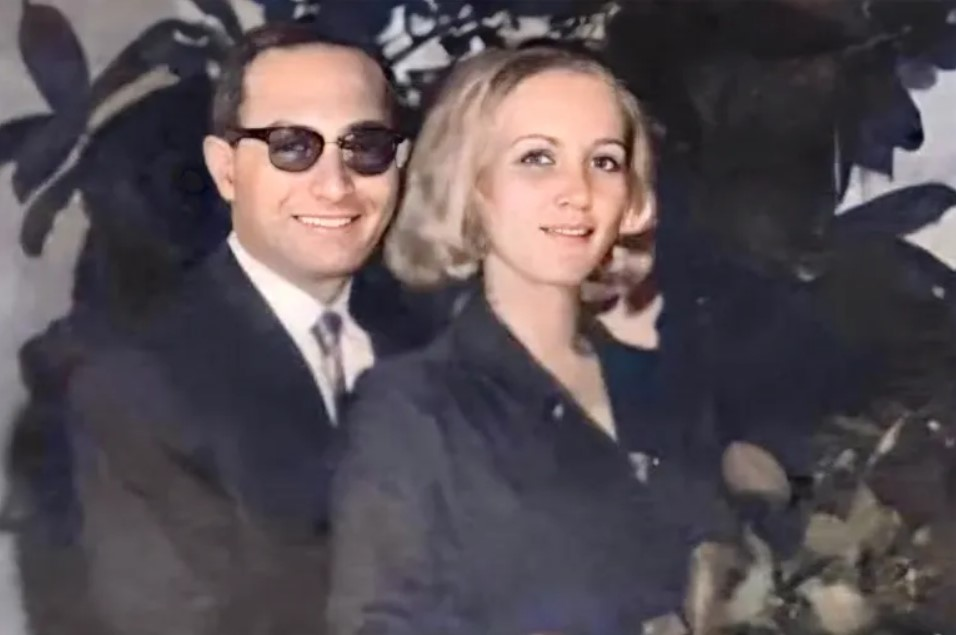
رفعت الجمّال وزوجته فالتراود بيتون، عام 1963.

تزوّج رفعت الجمال من فالتراود بيتون في نصف أكتوبر عام 1963، وهي الزوجة الألمانية وزوجته الوحيدة المعروفة له. رغم أنه كان له علاقات نسائيّة لكن لم يتزوج غير فالترود. التقى بها لأول مرة خلال إحدى رحلاته إلى أوروبا في بداية شهر أكتوبر عام 1963. كانت فالتراود امرأة ألمانية مطلّقة تبلغ من العمر 22 عامًا آنذاك ولديها ابنة صغيرة اسمها «أندريا» بعمر أربع سنوات. وقع كلاهما في الحب وتزوّجها سريعًا بعد حوالي عشرة أيام فقط من لقائهما، في حفل زواج أقيم داخل كنيسة وبكامل الطقوس الدينية. (تجدر الإشارة إلى أن رفعت – بهويته المزيفة جاك بيتون – كان يعتنق اليهودية شكليًا في إسرائيل، وعرضت عليه فالتراود أن تعتنق اليهودية لتسهيل زواجهما لكنّه رفض ذلك.
استمرت حياة الزوجين معًا نحو 19 عامًا امتدت حتى وفاة رفعت الجمال عام 1982. أنجب رفعت من فالتراود ابنه الوحيد دانيال جاك بيتون خلال إقامتهما في ألمانيا (حيث حرص رفعت على أن تلد زوجته في أوروبا لا في إسرائيل). طوال تلك الفترة، لم تكن فالتراود تعلم الحقيقة الخفية عن هوية زوجها؛ فقد عرفت زوجها باسم جاك بيتون وظنّت أنه إسرائيلي يهودي. في أواخر عام 1981 أصيب رفعت بمرض سرطان الرئة، وتدهورت حالته بسرعة. ظهر اسم «آلي فالفرود» في بعض المصادر كزوجة أخرى لرفعت الجمال، مما أثار اللبس حول ما إذا كانت زوجة ثانية أم مجرد اسم آخر لفالتراود، تبيّن بعد ذلك أن اسم «آلي فالفرود» ليس سوى تسمية أخرى تشير إلى فالتراود بيتون نفسها وليست زوجة مختلفة. تم زواج رفعت الجمال وفالتراود بيتون في النصف الثاني من أكتوبر عام 1963 (بعد تعارفهما بعشرة أيام تقريبًا). دام الزواج حتى 30 يناير 1982، وهو تاريخ وفاة رفعت. بذلك تكون مدة الزواج قرابة 18 عامًا و3 أشهر (حوالي 19 سنة تقريبًا كما ذكرت فالتراود). لم يحدث بينهما أي انفصال أو طلاق طوال تلك المدة؛ بل استمرّا معًا إلى أن فرّق الموت بينهما.
بعد أن أتم رفعت الجمّال عمليته الجاسوسية عمل في مجال البترول. وأسس شركة آجيبتكو. وأعطى أنور السادات تعليماته لوزير البترول بأن يهتم بهذا «الرجل» العائد في شخصية جاك بيتون، دون أن يفصح عن شخصيته. وشدد على أهمية مساعدته وتقديم كل العون له، فلم تجد وزارة النفط سوى بئر مليحة المهجور لتقدمه له بعد أن تركته شركة فيليبس، لعدم جدواه. ورفضت هيئة البترول السماح له بنقل البترول من البئر في الصحراء الغربية إلى داخل البلاد بالتنكات. وأصرّت على نقله بأنابيب النفط، وهو ما لم يتمكن رفعت الجمّال من توفيره ماديا، فلجأ مرة أخرى إلى السادات الذي كرر تعليماته بمساعدته وتقديم كل العون له. لكن أحدًا لم يهتم به، فساءت حالة شركته، وتصرفت فيها زوجته فالتراود بيتون بعد أن مات في عام 1982. وباعتها لشركة دنسون الكندية. ولرفعت الجمّال ابن واحد من زوجته الألمانية إلا أنه لا يحمل الجنسية المصرية، حيث كانت المخابرات المصرية ضمن إجراءات التغطية للعملية منذ الخمسينيات قد أزالت أي سجل رسمي لرفعت الجمّال من الدوائر الحكومية، بحيث أصبح شخصًا غير موجود رسميًا. لهذا لم يكن ابنه دانيال المولود عام 1964 قادرًا على إثبات نسبه لمواطن مصري، وبالتالي حُرم من الحصول على الجنسية المصرية تلقائيًا. قدمت أرملته وابنه التماسًا إلى الرئيس المصري الأسبق حسني مبارك لمنحهما استثناء بالحصول على الجنسية تكريمًا لتضحية رب الأسرة، لكن الطلب قوبل بالرفض بسبب انعدام أي وثائق تثبت أن رفعت الجمّال كان مصريًا. وهكذا عاش ابنه دانيال بهوية أوروبية كاملة دون صلة رسمية ببلد أبيه، في واحدة من التبعات الغريبة لحياة السرية التي اختارها رفعت الجمّال.

## وفاته ومذكراته
أصيب رفعت علي سليمان الجمّال (الهجّان) في أواخر حياته بمرض سرطان الرئة نتيجة سنوات التدخين والإجهاد النفسي التي مر بها. بدأ علاجه الكيميائي في أكتوبر 1981، لكن حالته تدهورت سريعًا. توفي في مدينة دارمشتات القريبة من فرانكفورت بألمانيا يوم 30 يناير (كانون الثاني) 1982 عن عمر 54 عامًا بعد صراع مع المرض. كانت وفاته في بلدة صغيرة تدعى جوتسينهاين (Götzenhain)، حيث كان يقيم هناك مع أسرته بهوية جاك بيتون منذ منتصف الستينيات. قبل رحيله أوصى زوجته فالتراود بألا يُدفن في مقابر اليهود، احترامًا لكونه مسلمًا في الأصل. نفّذت زوجته وصيته فدُفن في مقبرة عامة بمدينة دارمشتات الألمانية (القريبة من جوتسينهاين) بعيدًا عن أي طقوس يهودية. حضر جنازته عدد من رجال المخابرات المصرية بصفة غير رسمية لتوديعه، الأمر الذي أثار استغراب زوجته فالتراود التي لم تكن تعرف هوياتهم الحقيقية آنذاك. وقد قرأ أحدهم (ابن شقيقه محمد الجمّال) سورة الفاتحة بصوت عالٍ عند قبره أثناء مراسم الدفن، مما لفت انتباه الحاضرين الألمان الذين لم يفهموا ما يجري. وبعد انتهاء المراسم التقليدية، اجتمع المعزون لتناول الطعام حسب العادات الألمانية.

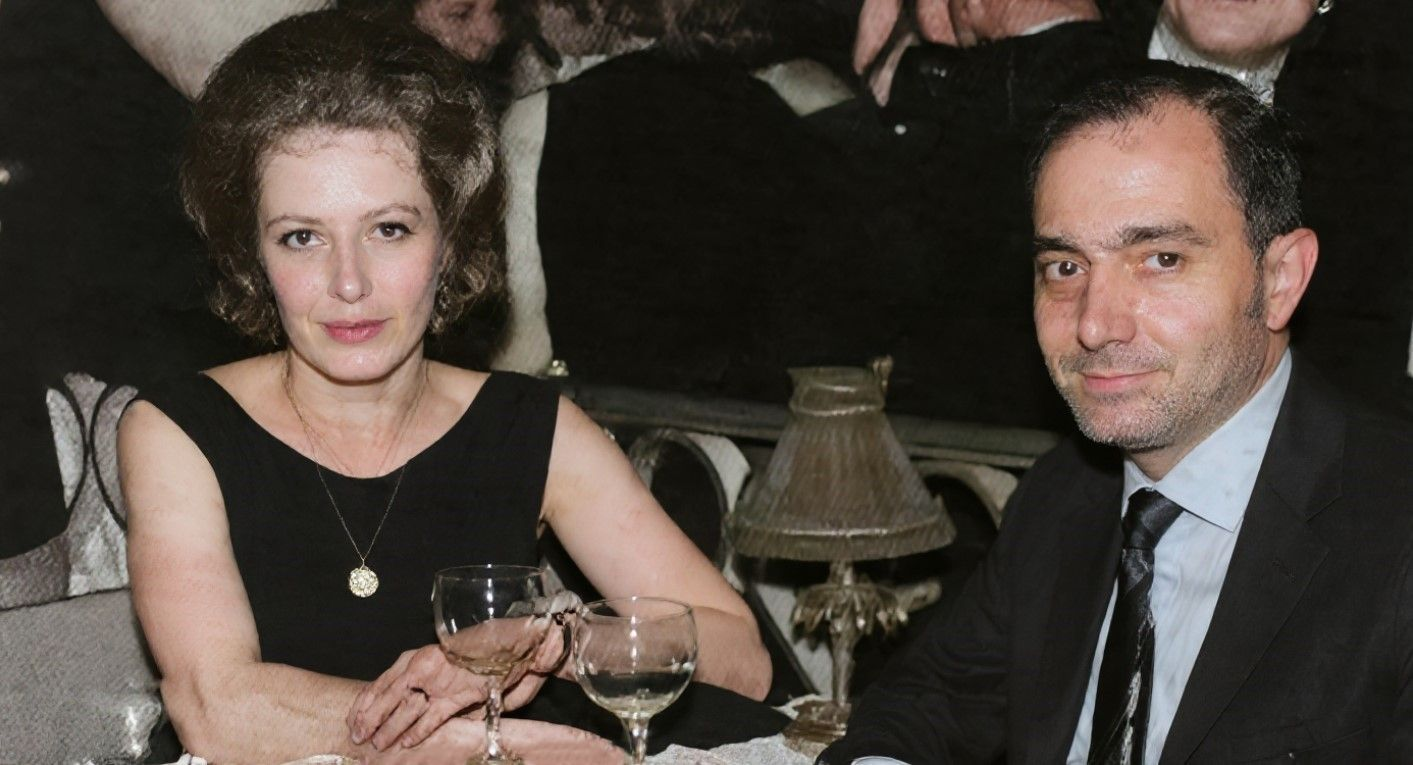
صورة ملوّنة لرفعت الجمّال برفقة زوجته الألمانية فالتراود، التُقطت في صيف عام 1964.

رحل رفعت الجمّال عن الدنيا دون أن يتمكن من إخبار زوجته الألمانية بحقيقته بنفسه. إلا أنه كان قد استشعر دنو أجله، فاستغل مهلة الشهور الأخيرة من حياته في كتابة مذكراته الشخصية بخط يده. وضع رفعت تلك المذكرات في عهدة محاميه الخاص في ألمانيا، مع تعليمات مشددة ألا تُسلَّم لزوجته فالتراود إلا بعد وفاته بثلاث سنوات. كان حرصه على هذا التأخير نابعًا من رغبته في منح زوجته فرصة كافية حتى تكون قد استعادت رباط جأشها ولديها القدرة على أن تتماسك وتتفهم حقيقة زوجها الذي عاش معها طوال هذه السنوات الطوال. وبالفعل، في عام 1985 تسلمت فالتراود صندوقًا يضم مذكرة مطولة كتبها لها رفعت ورسالة وداع مؤثرة يكشف فيها عن هويته ودوافع إخفائه للأمر.
| رأفت الهجان                                                                                                  | حبيبتي فالتراود.. عندما تقرئين هذه الكلمات، سيكون قد مضى وقت طويل منذ أن تركتكم. لن تعرفي ما كنت أعانيه من عذاب، بسبب كذبةٍ اضطررتُ أن أعيشها. أرجوكِ لا تستبقي الحكم عليّ، فأنت تعلمين أنني لم أحب أحداً أبداً أكثر منك | رأفت الهجان |
| — رأفت الهجان، في رسالة مؤثرة سُلّمت إلى زوجته بعد ثلاث سنوات من وفاته، مرفقة بمذكراته وبناءً على وصيته للمحامي | |             |

عبّرت الرسالة عن حب رفعت العميق لزوجته وندمه على اضطراره لخداعها طوال 19 عامًا عاشاها معًا. وقعت الصدمة على فالتراود بقوة، حيث انقلبت حياتها رأسًا على عقب وهي تسترجع كل ذكرياتها معه على ضوء الحقيقة الجديدة. سافرت إلى مصر بعد أيام قليلة (في فبراير 1982) لتقصي الحقيقة بنفسها، وزارت مقر شركة زوجها في القاهرة واتصلت بمعارفه المصريين للتأكد من صحة ما ورد في الرسالة. أيقنت أخيرًا أن زوجها كان فعلًا شخصًا آخر غير الذي عرفت، وأنه بطل مخابراتي مصري. وبرغم شعورها بالألم والخديعة، صرحت فالتراود في لقاءات لاحقة بأنها سامحته منذ زمن طويل لأنها أيقنت أن لديه أسبابًا وطنية قاهرة أخفته عنها، وقالت: «لم أكن لأتزوج غيره حتى لو عاد بي الزمن رغم الخدعة التي عشتها». بعد كشف أسرار العملية، سُمِح بنشر قصة رفعت الجمّال على نطاق واسع. بادرت دار نشر الأهرام بالقاهرة إلى إصدار كتاب يتضمن مذكراته بالتعاون مع زوجته عام 1987 بعنوان «18 عامًا خداعًا لإسرائيل – القصة الحقيقية لرفعت الجمّال». احتوى الكتاب على النص الكامل لرسالة رفعت الوداعية الطويلة ومحاضر مذكراته التي دونها بخط يده، بالإضافة إلى رواية فالتراود لتفاصيل حياتها معه منذ تعارفهما حتى اكتشافها حقيقته. أثار نشر هذه المذكرات ضجة كبيرة واهتمامًا شعبيًا جارفا، فقد تلهفت الجماهير لمعرفة خفايا هذه القصة الأسطورية التي أخفيت عنهم لعقود. قررت السلطات المصرية رفع السرية عن ملف الهجّان بشكل رسمي في منتصف الثمانينيات تقديرًا لدوره. وفي عام 1987، شرع التليفزيون المصري في إنتاج مسلسل درامي ضخم يروي سيرة رأفت الهجّان بالتفصيل.
وفي نهاية مذكراته، يتحدَّث رفعت الجمَّال عن إصابته بمرض خبيث، وتلقيه العلاج الكيمائي، في أكتوبر، وقد كتب «الجمّال» وصية تفتح في حال وفاته، وكان نصها كالتالي:
| رأفت الهجان                                         | هذه وصيتي. أضعها أمانة في أيديكم الكريمة. السلام على من اتبع الهدى. بسم الله الرحمن الرحيم إنّا لله وإنّا إليه راجعون لقد سبق وتركت معكم ما يشبه وصية، وأرجو التكرم باعتبارها لاغية، وها أنذا أقدم لسيادتكم وصيتي بعد تعديلها إلى ما هو آت: في حالة عدم عودتي حيا أرزق إلى أرض الوطن الحبيب مصر أي أن تكتشف حقيقة أمري في إسرائيل، وينتهي بي الأمر إلى المصير المحتوم الوحيد في هذه الحال، وهو الإعدام شنقا، فإنني أرجو صرف المبالغ الآتية: - لأخي من أبي سالم علي الجمال، القاطن.. برقم.. شارع الإمام علي مبلغ.. جنيه. أعتقد أنه يساوى إن لم يكن يزيد على المبالغ التي صرفها على منذ وفاة المرحوم والدي عام 1935، وبذلك أصبح غير مدين له بشيء. - لأخي حبيب علي الهجان، ومكتبه بشارع عماد الدين رقم...، مبلغ... كان يدّعي أني مدين له به، وليترحم عليّ إن أراد. - مبلغ... لشقيقتي العزيزة ... حرم الصاغ ... والمقيمة بشارع الفيوم رقم... بمصر الجديدة بصفة هدية رمزية متواضعة مني لها، وأسألها الدعاء لي دائما بالرحمة. - المبلغ المتبقي من مستحقاتي يقسم كالآتي: نصف المبلغ لـ... نجل الصاغ ... وشقيقتي ...، وليعلم أنني كنت أكن له محبة كبيرة. النصف الثاني يصرف لملاجئ الأيتام بذلك أكون قد أبرأت ذمتي أمام الله، بعد أن بذلت كل ما في وسعى لخدمة الوطن العزيز، والله أكبر والعزة لمصر الحبيبة إنا لله وإنا إليه راجعون | رأفت الهجان |
| — أشهد أن لا إله إلا الله وأشهد أن محمدا رسول الله. | |             |

## الإرث

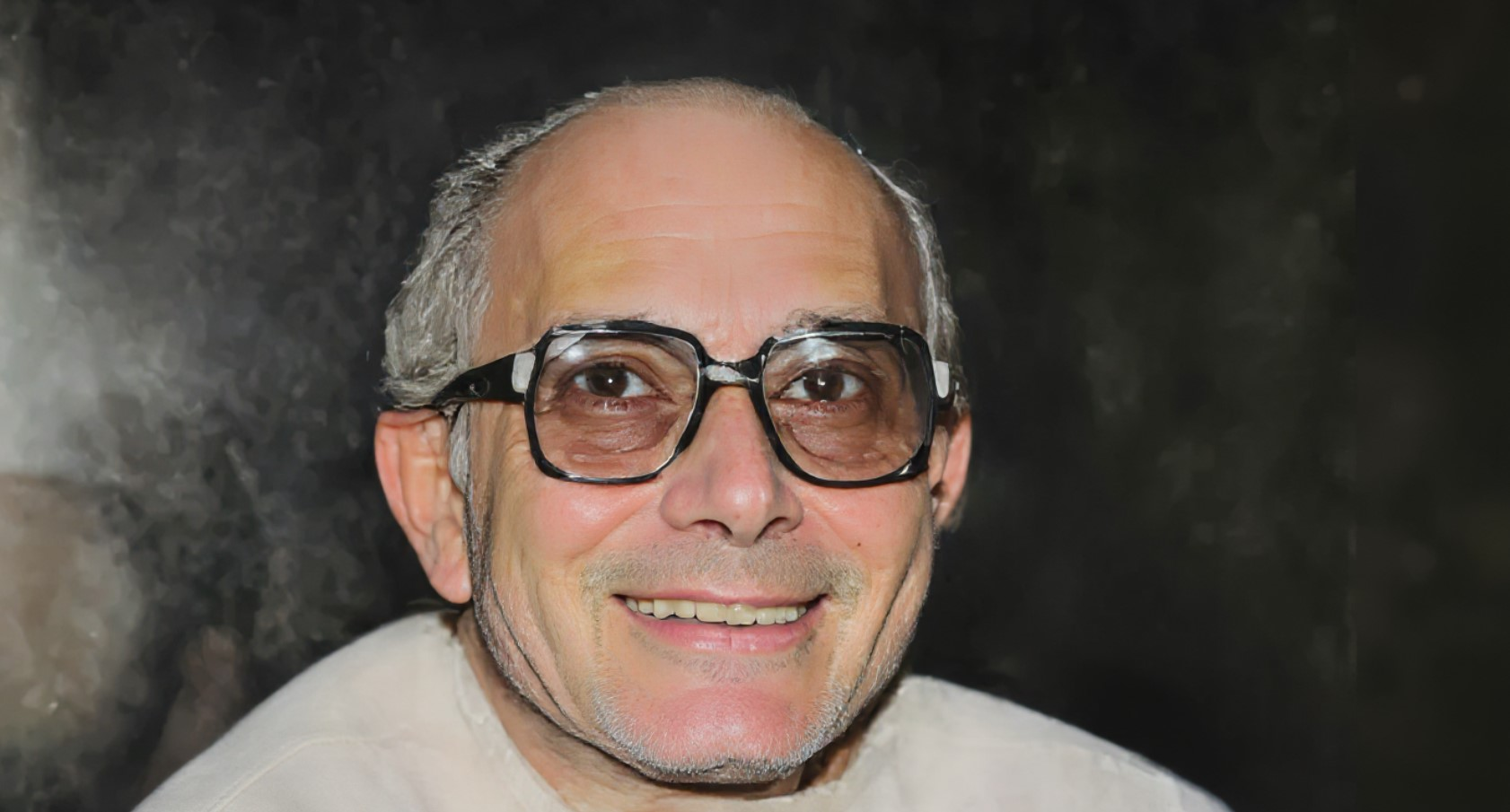
صورة ملوّنة بالذكاء الاصطناعي لرفعت الجمّال.

يحظى رأفت الهجّان (رفعت الجمّال) بمكانة استثنائية في الوجدان المصري والعربي باعتباره رمزًا للفداء والوطنية وواحدًا من أنجح عملاء المخابرات في التاريخ الحديث. وقد أعلنت المخابرات عام 1988 عن قصته للعامة في إطار تكريم أمثاله من الجنود المجهولين، ويقال أنه أطلقت اسمه الحركي «الهجّان» على أحد مقارها التدريبية تكريمًا له. كما أن ذكرى وفاته وميلاده أصبحتا مناسبتين لاستذكار بطولاته في الإعلام المصري كل عام. وفي مسقط رأسه دمياط، يحرص الأهالي على إبقاء ذكراه حيّة. فإلى اليوم يُعرف الشارع الذي ولد وتربى فيه باسم «حارة الجمّال» نسبة لعائلته، رغم تغير معالمه. وعلى الصعيد الثقافي، دخلت شخصية رأفت الهجّان التاريخ كواحدة من أشهر شخصيات الجاسوسية في الأدب والسينما العربية. فإلى جانب المسلسل التلفزيوني الشهير، كُتبت عنه عدة مؤلفات بلغات متعددة، من أبرزها كتاب زوجته فالترود الذي نُشر بالألمانية ثم تُرجم إلى العربية والإنجليزية. كما تناولت بعض الصحف الأجنبية قصته بعد انكشافها، واحتفت به صحف مصرية وعربية ولقبته بـ«أسطورة الجاسوسية المصرية». وفي إسرائيل أيضًا، ورغم الجدل حول ولائه، اعترف عدد من المسؤولين السابقين في أحاديث صحفية عام 2002 بأن قضية «جاك بيتون» شكلت إخفاقًا أمنيًا كبيرًا للموساد سواء كان مزدوجًا أم لا، لأن مجرد بقائه كل تلك السنوات مؤشر على ثغرات خطيرة.

### في الثقافة الشعبية وأدب الجاسوسية
أصبحت قصة رأفت الهجّان مصدر إلهام للعديد من الأعمال الفنية في مصر والعالم العربي. ففضلًا عن مسلسل «رأفت الهجّان» التلفزيوني الشهير بأجزائه الثلاثة (1988–1990) الذي حقق شعبية جارفة، قُدمت شخصيته في أعمال درامية أخرى وإن بشكل غير مباشر. على سبيل المثال، أشارت بعض حلقات المسلسل المصري «حرب الجواسيس» (2009) إلى عمليات مشابهة في فترة الخمسينيات والستينيات استُلهمت من عملية الهجّان. كذلك تناولت برامج وثائقية عديدة سيرته ضمن سياق القضية الفلسطينية، وظهرت مقابلات مع مسؤولين أكدوا دقة ما ورد في المسلسل من أحداث حقيقية. وأُنتج فيلم تسجيلي في التسعينيات بعنوان «الصندوق الأسود لرأفت الهجّان» ضم مشاهد حقيقية وصورًا للهجان ورفاقه خلال تواجدهم في إسرائيل (من الأرشيف الذي أفرجت عنه المخابرات المصرية). انتشرت في العقود الأخيرة مجموعات ومجلات شبابية تحتفي برموز المخابرات ومن بينها الهجّان، حيث صدرت روايات شعبية تحكي مغامراته بأسلوب أدبي مشوق. وعلى مواقع التواصل الاجتماعي، تظهر صفحات وجروبات مخصصة لمحبي رأفت الهجّان يتبادلون فيها النوادر والتحليلات حول عمليته، ويتتبعون كل جديد يتعلق بها. حتى في إسرائيل، ورغم حساسية الموضوع، تناولت بعض الأعمال التلفزيونية شخصية «جاك بيتون» كعميل مصري في إطار سرد تاريخي للصراع العربي الإسرائيلي (كما في مسلسل وثائقي بعنوان «جواسيس في تل أبيب» عُرض على قناة إسرائيلية في 2018 وتطرق بإيجاز لقضية الهجّان من وجهة نظر الموساد). ودخلت بعض مصطلحات قصته في العامية المصرية؛ فمثلاً، يُطلق على الشخص شديد الذكاء المتخفي وسط الناس مازحًا وصف «عامل نفسه رأفت الهجّان».

ملصق مسلسل رأفت الهجّان.

في 4 فبراير عام 1987، روى الكاتب الراحل صالح مرسي كيف ظهرت إلى الوجود قصته عن عميل المخابرات رأفت الهجّان. كان الكاتب حسبما يقول قد قرر وقتها أن يتوقف عن كتابة هذا النوع من الأدب، لولا لقاء بالمصادفة جمعه بشاب من ضباط المخابرات المصرية أخذ يلح عليه وبشدة أن يقرأ ملخصا لعملية من عمليات المخابرات. ذات ليلة حمل الملف الذي يحوي تفاصيلها إلى غرفة نومه وشرع في القراءة وتمالكه إعجاب وتقدير كبير لشخصية رأفت الهجّان وقرر ان يلتقي مع محسن ممتاز (عبد المحسن فايق أحد الضباط الذين جنّدوا الهجّان) للحصول على تفاصيل إضافية تساعده في الكتابة عن الهجّان لكن محسن ممتاز رفض أن يعطيه معلومات حول شخصية الهجّان الحقيقية والتقى صالح مرسي بعدها أيضا مع عبد العزيز الطودي المتخفي باسم عزيز الجبالي الذي راح يروي على مدى عشرة فصول مخطوطة وعلى 208 ورقات فلوسكاب ما حدث على مدى ما يقرب من عشرين عامًا.
منذ ظهور قصة «رفعت الجمَّال» إلى الوجود، كرواية مسلسلة، حملت اسم رأفت الهجَّان، في 3 يناير 1986، في العدد رقم 3195 من مجلة المصوِّر المصرية، جذب الأمر انتباه الملايين، الذين طالعوا الأحداث في شغف مدهش، لم يسبق له مثيل، وتعلَّقوا بالشخصية إلى حد الهوس، وأدركوا جميعًا، سواء المتخصصين أو غيرهم، أنهم أمام ميلاد جديد، لروايات عالم المخابرات، وأدب الجاسوسية، وتحوَّلت القصة إلى مسلسل تليفزيوني، سيطر على عقل الملايين، في العالم العربي كله، وأثار جدلاً طويلاً لدرجة أنه كان وقت عرض المسلسل تصبح الشوارع خالية تماما من الناس، ولأن الأمر قد تحوَّل، من مجرَّد رواية في أدب الجاسوسية، تفتح بعض ملفات المخابرات المصرية، إلى صرعة لا مثيل لها، ولهفة لم تحدث من قبل، وتحمل اسم «رأفت الهجّان»، فقد تداعت الأحداث وراحت عشرات الصحف تنشر معلومات جديدة في كل يوم، عن حقيقة ذلك الجاسوس  وأيضًا فإن المسلسل الشهير برأفت الهجّان لم تكن نهايته صحيحة بشكل كامل فإنها مختلفة عما عُرِّض في المسلسل وكما أن بعض الفقرات في حياته كانت خاطئة.

## الملاحظات والمراجع

### الملاحظات
1. ↑  «بيتون» هو لقب شائع بين اليهود من أصل مغربي وشمال إفريقي، ولهذا اختارته المخابرات المصرية لتدعيم مصداقية الهوية المزيفة الخاصة برأفت الجمّال.

## وصلات خارجية
بالعربية
- بدران، وليد (1 يوليو 2025). "رأفت الهجان: قصة أخطر جاسوس مصري في إسرائيل". بي بي سي عربي. بي بي سي. مؤرشف من الأصل في 2025-07-03. اطلع عليه بتاريخ 2025-07-11.
- الموقع الرسمى لرفعت الجمّال
- موقع صوت الوطن
- موقع الإخبار اليوم نسخة محفوظة 11 أغسطس 2009 على موقع واي باك مشين.
- موقع جريدة الرأي

بالعبرية
- كتاب الجواسيس لأيتان هابر وموسي ملنل (غير مترجم مما يجعل من الصعب تقييمه)
- موقع صحيفة هآريتس
- موقع Omedia
- موقع gplanet
- موقع ynet